# Suakoko (klan)
Suakoko är en klan i Liberia.   Den ligger i regionen Bong County, i den centrala delen av landet, 150 km nordost om huvudstaden Monrovia.